# Abator

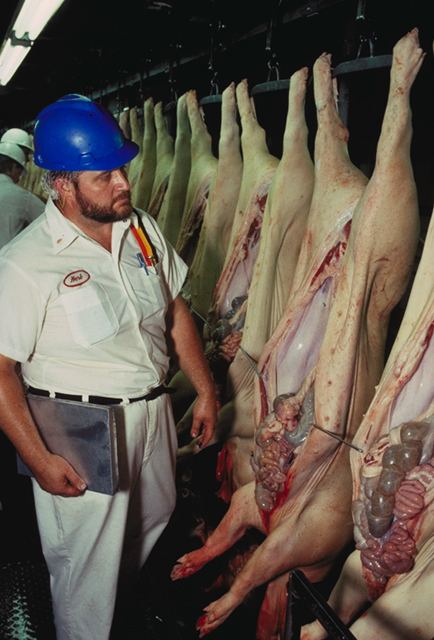
Inspecție a unor porci gata de dus la abator

Abator este un loc special amenajat unde se sacrifică animalele în vederea obținerii cărnii, sub control sanitar - veterinar.